# Cláudia Ramos
Cláudia Ramos (Rio de Janeiro) é uma cantora e compositora brasileira de MPB e Bossa Nova. Possui uma discografia com 3 álbuns autorais: Nada é por Acaso (2012), Sou o que Soa (2016), Som do Dom (2018).
Foi professora de inglês e descobriu o mundo da música quando iniciou aulas de canto para melhorar sua voz. Em sua música, aborda temas como a natureza, o sagrado feminino e a espiritualidade.

## Biografia
Cláudia atuava como professora de inglês e descobriu o dom de cantar quase por acaso. Em 2005, durante uma aula, perdeu a voz. Para reforçá-la, aceitou o conselho de uma amiga para fazer aulas de canto e nunca mais parou. No mesmo ano iniciou seus estudos em canto popular com a professora e preparadora vocal Morana Silveira. Seu primeiro registro em voz foi o CD "DEScobrindo", com o qual presenteou amigos e familiares ainda no Natal de 2006.
Em 2007, passou a estudar teoria e percepção musical com o professor e regente Gabriel Szántó. Foi a partir dessa preparação que cantou o Réquiem de Mozart com o coro da Escola Alemã Corcovado no mosteiro de São Bento.
Em seguida, realizou parcerias musicais com nomes importantes do cenário: o pianista alemão Werner Driesen, a preparadora vocal americana Linda Nunez, a professora de canto lírico Elisabeth Ganter, o pianista, cantor e compositor uruguaio Sebastian Zinola, o guitarrista Victor Ribeiro, entre outros.
Sua primeira composição autoral é de novembro de 2012: a canção "Perfume". Neste mesmo ano lançou seu primeiro álbum: "Nada é por Acaso".
De 2013 em diante sua carreira passa a ser marcada por homenagens a grandes nomes da música brasileira, como Tom Jobim e Vinicius de Moraes. Realizou os seguintes tributos: "Vinicius Cem Idade" (2013), "Em Tom Maior - Um Tributo a Tom Jobim" (2013) e "Cláudia Ramos Canta Vinicius, sua Casa, seus Parceiros" (2014).
Entre 2016 e 2018 lançou dois novos álbuns autorais: " Sou o que Soa" (2016) e "Som do Dom" (2018), bem como participou de festivais de música no Brasil e no exterior.
Em 2022, dez anos depois, lançou o clipe de sua primeira música: "Perfume".
Em 2023 prepara o lançamento de uma nova canção: "Ah Ser Mulher".

## Festivais
- Sua composição "Perfume" ficou entre as 12 finalistas do Festival da Rádio MEC e da Rádio Nacional. (2012)
- Em paceria com Elisa Maçãs, venceu o I Festival de Samba de Uberaba.[4] (2015)
- Participou do festival Música no Museu Internacional, com apresentações no Palácio Foz (Lisboa) e na Biblioteca Joanina (Coimbra). (2016)
- Foi uma das 45 compositoras escolhidas para participar da 2ª edição do Festival SONORA Ciclo Internacional de Compositoras (Rio de Janeiro).[5] (2017)
- Realizou um lançamento do álbum Som do Dom no festival Fri Jazz & Blues[6] (Nova Friburgo). (2018)